# Kelchie Arizmendi
Kelchie Arizmendi Castellanos (Ciudad de México, 6 de marzo de 1977) es una actriz mexicana de televisión, conocida por el mundo de las telenovelas.

## Personal
Kelchie Arizmendi Castellanos más conocida como Kelchie Arizmendi nació el 6 de marzo de 1977 en México D.F., México. Comenzó su carrera como actriz a los 18 años ingresando al CEA Centro de Educación Artística de Televisa, donde a base de esfuerzo logra graduarse junto a exitosos actores y actrices de la tv como Claudia Troyo, Adriana Nieto, Susana González, Arleth Terán y Miguel Ángel Biaggio, entre otros. Su debut en televisión fue a la edad de 21 años en una producción de Juan Osorio como parte del elenco juvenil.
Es prima de la reconocida actriz y comediante Roxana Castellanos.

## Vida profesional
Su primer papel lo obtiene en la telenovela Vivo por Elena (1998) de Juan Osorio interpretando el papel de "Panchita", alias la "Risitas", una muchacha criada en la delincuencia y de apariencia masculina. Posteriormente a este trabajo la actriz también participa en el programa ¿Qué nos pasa? (1998–1999), actuando en varios capítulos.
Su siguiente Telenovela fue Alma rebelde (1999) de Nicandro Díaz en donde dio vida a su primera villana, "Graciela", la sirvienta de la familia Rivera obsesionada con su patrón "Marcelo" Otto Sirgo.
En 2000 participa en la producción infantil Carita de ángel, producida por Nicandro Díaz, donde da vida a "Lorena".
Fue parte de la exitosa telenovela juvenil Amigas y rivales (2001) con el personaje de "Gisela", la mejor amiga en la preparatoria de "Nayelí" (Angélica Vale) y "Andrea" (Marisol Mijares).
Finalizada su participación en Amigas y rivales, se une a la exitosa telenovela Salomé (2001) de Juan Osorio con el papel de "Natalia", novia del personaje de José María Torre, que fallece a causa de una enfermedad terminal cuando faltaban pocos capítulos del gran final al dar a luz a su hijo, lo que aumentó considerablemente los índices de audiencia de la telenovela.
Posteriormente realiza una pequeña participación especial en la telenovela estelar de Televisa en Así son ellas (2002) con el personaje de "Violeta Carmona" quien era el personaje de Cecilia Gabriela en su etapa juvenil. Al año entrante se une con un personaje en la telenovela infantil De pocas, pocas pulgas (2003) de MaPat López de Zatarain como "Cristina" la mejor amiga desde la infancia de "René" Joana Benedek.
Juan Osorio nuevamente la convoca a participar en una de sus producciones y le otorga el personaje de  "Patricia" en la segunda etapa de Velo de novia de 2003 que protagonizó Susana González y Eduardo Santamarina.
En 2004 realiza una actuación especial en Contra viento y marea que protagonizó Marlene Favela y Sebastián Rulli interpretando a Fuensanta, una prostituta, trabajando por tercera vez en una producción de Nicandro Díaz.
Entre 2001 y 2007 la actriz forma parte estable del programa unitario de la Primera Actriz Silvia Pinal Mujer, casos de la vida real.
En 2006, la actriz realiza una divertida participación en el Gran Final de la exitosa La fea más bella de Rosy Ocampo interpretando a una divertida Azafata.
En 2007 trabaja en Yo amo a Juan Querendón de MaPat López de Zatarain interpretando a una  "Enfermera", además de participar en la exitosa Destilando amor  producción de Nicandro Díaz con el personaje de "Eduvina".
A principios de 2008, Juan Osorio la invita a participar en su telenovela para que diera vida a  "Brisa" en la telenovela Tormenta en el Paraíso de 2007 que protagonizó Sara Maldonado y Erick Elías interpretando a una muchacha ciega que ayuda al personaje de Julio Camejo, se enamora de perdidamente pero por circunstancias de la vida "Brisa" toma los hábitos y se hace monja, tratando de olvidar de alguna manera a "José Miguel".
La joven actriz también forma parte del programa La rosa de Guadalupe de 2008 interpretando a "Alisson" en el capítulo "Volver a verte", además de una participación en el melodrama Juro que te amo de 2008 de MaPat López de Zatarain interpretando a "Irma".
Durante 2010 la vimos en Llena de amor como "Marilda" la secretaria de Emiliano personaje que interpreta César Évora.
Participa nuevamente en la serie La rosa de Guadalupe en el capítulo "La menos culpable", y realiza una actuación especial en la telenovela de MaPat López de Zatarain Ni contigo ni sin ti 2011 como "Tania", una maestra y consultora de belleza.
Ese mismo año vuelve a participar esta vez como protagonista de un capítulo de La rosa de Guadalupe titulado "La amistad no tiene nombre" con el personaje de "Tamara".
Durante 2012 formó parte de la exitosa telenovela Un refugio para el amor, donde interpretó a "Norma", licenciada y asistente personal del bufet de abogados de "Claudio Linares" (interpretado por el primer actor David Ostrosky).
Asimismo participa nuevamente en la serie La rosa de Guadalupe, protagonizando el caso "Una salida falsa del dolor" con el personaje de "Rebeca"
Durante 2013 fue invitada a protagonizar un capítulo de Como dice el dicho interpretando a Graciela con el dicho "Quien hace mal, el suyo le viene atrás", además de realizar una participación especial en la exitosas telenovelas Amores verdaderos como una "Anfitriona" y Porque el amor manda dando vida a la "Doctora Elbia Muñiz".
Posteriormente es convocada para participar en un nuevo capítulo de La rosa de Guadalupe con el caso "Niña problema", interpretando a "Elvira".
Recientemente interpretó a "Nuria", la asistenta del personaje de Flavio Medina, en la producción de Televisa titulada Quiero amarte producida por Don Carlos Moreno Laguillo.
Fue parte en 2014 de la exitosa obra de teatro Se busca el hombre de mi vida, porque marido ya tuve además de participar con un personaje protagónico/antagónico en la serie La rosa de Guadalupe interpretando a "Guillermina" en el capítulo "El Amor nunca es Tiene la Culpa". 
Durante 2015 realiza una importante participación en las series unitarias Como dice el dicho y La rosa de Guadalupe, además de realizar una participación especial como Sofía Eguiarte Bosch en la exitosa telenovela de Juan Osorio Mi corazón es tuyo compartiendo créditos con Silvia Navarro y Jorge Salinas. Finalmente el productor Nicandro Díaz la invita a participar de las últimas semanas de la telenovela Hasta el fin del mundo compartiendo créditos con Marjorie de Sousa y David Zepeda en el personaje de Analía.
En 2016 formó parte del melodrama Sueño de amor producida por el productor Juan Osorio interpretando a Felicia, y a inicios de 2017 realizó una pequeña participación en la producción de Nicandro Díaz El bienamado.
Actualmente interpreta a Mercedes "Meche" en la producción de Don Carlos Moreno Laguillo titulada Mi secreto.

## Trayectoria

### Telenovelas
- Golpe de suerte (2023-2024) ... Alicia Brito
- Mi secreto (2022) ... Mercedes "Meche"
- Corazón guerrero (2022) ... Eloísa
- Quererlo todo (2020)... Cleo
- Tenías que ser tú (2018) .... Maestra Julia
- Sin tu mirada (2017-2018) .... Ximena Roel
- El bienamado (2017) ... Inés
- Sueño de amor  (2016) .... Felicia
- Hasta el fin del mundo (2014-2015) .... Analía
- Mi corazón es tuyo (2014-2015) .... Doctora Sofía Eguiarte Bosch
- Quiero amarte (2013-2014) .... Nuria
- Porque el amor manda (2012-2013) ... Doctora Elbia Muñiz
- Amores verdaderos (2012-2013).... Anfitriona
- Un refugio para el amor (2012).... Norma
- Ni contigo ni sin ti (2011).... Tania
- Llena de amor (2010-2011).... Marilda
- Juro que te amo (2008-2009).... Irma
- Tormenta en el paraíso (2007) .... Brisa
- Destilando amor (2007) .... Eduvina
- Yo amo a Juan Querendón (2007) .... Enfermera
- La fea más bella (2006) .... Azáfata
- Contra viento y marea (2005) .... Fuensanta
- Velo de novia (2003) .... Patricia "Patty"
- De pocas, pocas pulgas (2003) .... Cristina
- Clase 406 (2002) .... Antonia "Toña" (3° Temporada)
- Así son ellas (2002) .... Violeta Carmona (Joven)
- Salomé (2001) .... Natalia
- Amigas y rivales (2001) .... Gisela
- Carita de ángel (2000) .... Lorena "Lore" Campos
- Por un beso (2000) .... Sonia
- Alma rebelde (1999) .... Graciela
- Vivo por Elena (1998) .... Panchita (La Risitas)

### Series
- Esta historia me suena

Episodios:
- "Todo, todo, todo” (2021) ... Miranda
- "Un Buen Perdedor” (2020) ... Mónica

- Hoy voy a cambiar (2017) ... Rosita

- Como dice el dicho

Episodios:
- "Hay quien prende lumbre  y no la sabe apagar” (2023) ... Claudia
- "Ni tan calvo, ni con dos pelucas” (2022) ... Alicia
- "El tiempo ni la marea ni se paran ni esperan” (2021) ... Fanny
- "Buenos y malos martes, los hay en todas partes” (2021) ... Sonia
- "Más vale atole con risas que chocolate con lágrimas” (2021) ... Elizabeth
- "El que busca la verdad, corre el riesgo de encontrarla” (2020) ... Nayeli
- "El corazón tiene razones que la razón no entiende” (2020) ... Teresa
- "Quién ha viejo quiere llegar, a los viejos ha de honrar” (2019) ... Carolina
- "Nunca segundas partes fueron buenas” (2019) ... Loreta
- "El fin justifica los medios” (2019) ... Molly
- "El que con lumbre juega, muy pronto se quema” (2018) ... Laura
- "Refranes y consejos, todos son buenos” (2018) ... Rosa
- "Madre no hay más que una y como la mía ninguna” (2018) ... Esperanza Michel
- "A la buena y sin engaño, para mí quiero el provecho y para ti el daño” (2017) ... Doctora
- "Si el viento va en tu contra, aprende a volar"  (2017) ... Loreta
- "Poquitos serán los que yerran queriendo errar"  (2017) ... Carmen
- "No quieras correr, antes de saber caminar"  (2016) ... Alexia
- "Más vale poco y bueno, que mucho y malo"  (2016) ... Itzel
- "Celos y envidia, quitan al hombre la vida"  (2015) ... Rosa
- "Quien no conoce a Dios, donde quiere se anda hincando" (2015) ... Gloria
- "Quien hace un mal, el suyo le viene atrás" (2013) ... Graciela

- La rosa de Guadalupe:

Episodios:
- Lo Mejor Para la Familia (2025) ... Roberta
- Una Vida Color de Rosa (2025) ... Gloria
- Luz del Corazón (2024) ... Dinorah
- La ambición de Juana (2024) ... Paola
- Más que el sol (2023) ... Victoria
- Ver el cielo (2023) ... Cecilia
- La energía del sol (2022) ... Sofía
- Regalo de Reyes (2021) ... Gloria
- La Torre de Cristal (2021) ... Sofía
- Un camino lleno de espinas (2021) ... Alicia
- Lecciones del corazón (2020) ... Alexandra
- El hombrecito de la casa (2019) ... Rocío
- Sanar el corazón (2019) ... Roberta
- Muñequita de porcelana (2019) ... Arlette
- Crecer de golpe (2018) ... Susana
- Después de la oscuridad (2018) ... Paty
- Hasta sacarle brillo (2018) ... Erika
- Lavar la culpa (2018) ... Montserrat
- La luz de una estrella (2017) ... Lourdes
- Cuéntame un cuento (2017) ... Lorena
- Un doble perdón (2017) ... Patricia
- El principio de la felicidad (2016) ... Lorena
- Un lugar en el mundo (2015) ... Andrea
- La ambición (2015) ... Lidia
- Un viento en la ventana (2014) ... Silvia
- El amor nunca tiene la culpa (2014) ... Guillermina
- Niña problema (2013) ...  Elvira
- Una salida falsa del dolor (2012) ... Rebeca
- La amistad no tiene nombre (2011) ... Tamara
- La menos culpable (2011) ... Raquel
- Reina de belleza (2009) ... Yolanda
- Volver a verte (2008) ... Alisson

- Mujer, casos de la vida real (2001-2007) .... Varios Episodios

### Programas
- Grandes temas de telenovela (2014)   .... Invitada
- Amordidas (2014) Con Silvia Olmedo  .... Invitada
- Radio Fórmula (2014) Con Flor Rubio  .... Invitada
- Esto es Guerra (2014) .... Invitada
- Noches con platanito (2013) .... Invitada en dos episodios
- Se vale (2005(2012) .... Invitada en varios capítulos
- Los perplejos (2005).... Ella misma
- Vida tv (2005) .... Ella misma
- ¿Qué nos pasa? (1998-1999) .... Varios episodios

### Teatro
- Suicídame mi amor (2017) ...
- Amoratados (2015) ... Invitada especial
- Se busca el hombre de mi vida, porque marido ya tuve (2013 al 2016) ... Inés
- Stand bY Comedy (2013/2014) ... Kelchie Arizmendi
- Panal gastronómico (2006/2007) ... "La novia feliz", "Miss" entre otros personajes.

- Datos: Q5958927